# Calezygocera
Calezygocera is een kevergeslacht uit de familie van de boktorren (Cerambycidae). De wetenschappelijke naam van het geslacht werd voor het eerst geldig gepubliceerd in 2013 door Vives & Sudre.

## Soorten
Calezygocera is monotypisch en omvat slechts de volgende soort:
- Calezygocera baloghi Breuning, 1978